# Alice Oates
Alice Oates, född Alice Merritt 22 september 1849 i Nashville, Tennessee, död 24 februari 1881 i Cincinnati, Ohio, var en amerikansk vokalist och skådespelare, gift med James A. Oates, en av ledarna vid Wood's Theatre i Cincinnati.

## Fotnoter
1. ↑  läs online, www.oxfordreference.com .[källa från Wikidata]